# Укио Катајама
Укио Катајама (јап. 片山 右京), рођен 29. маја 1963. године је бивши јапански возач Формуле 1. Иако је већину своје каријере провео у тимовима који нису имали висок пласман, остао је упамћен као веома брз возач, али и као веома харизматичан човек. У Формули 1 је дебитовао 1. марта 1992. године, а учествовао је на 97 трка. У каријери је укупно освојио пет поена и то све 1994. године.